# Quesa (kommunhuvudort)
Quesa är en kommunhuvudort i Spanien.   Den ligger i provinsen Província de València och regionen Valencia, i den östra delen av landet, 290 km sydost om huvudstaden Madrid. Quesa ligger 228 meter över havet och antalet invånare är 745.
Terrängen runt Quesa är huvudsakligen kuperad, men åt sydost är den platt. Quesa ligger nere i en dal. Runt Quesa är det ganska tätbefolkat, med 58 invånare per kvadratkilometer. Närmaste större samhälle är Alberic, 19,2 km öster om Quesa. Omgivningarna runt Quesa är i huvudsak ett öppet busklandskap.